# Gornji Ružević
Gornji Ružević (szerbül: Горњи Ружевић), település Bosznia-Hercegovinában, a Szerb Köztársaságban, Teslić községben. 

## Fekvése
A település Bosznia-Hercegovina középső részének északi szélén, Dobojtól légvonalban 24, közúton 28 km-re nyugat-délnyugatra, községközpontjától légvonalban 3, közúton 5 km-re északnyugatra, a Mala és Velika Usora összefolyásától északnyugatra fekvő dombvidéken, 220-370 méteres magasságban található. Gornji Ružević egykor Ružević település része volt. Donji Ružević és Gornji Ružević falvakat a Teslić - Osivica - Ukrinica helyi út választja el egymástól. A szomszédos Donji Ružević lakosságának többsége bosnyák, míg Gornji Ružević faluban a helyiek többsége szerb. E két település felett található a Gračun-domb, vagy Krstova gora. A település a Teslić-Čečava és a Teslić-Osivica helyi utakon keresztül jól kapcsolódik a község központjához.

## Népessége
| Nemzetiségi csoport | Népesség 1991 | Népesség 2013 |
| ------------------- | ------------- | ------------- |
| Szerb               | 565           | 453           |
| Bosnyák             | 48            | 19            |
| Horvát              | 1             | 4             |
| Jugoszláv           | 32            | 0             |
| Egyéb               | 15            | 4             |
| Összesen            | 661           | 480           |

## Története
A település neve a török hódoltság idejéből származik. A falut állítólag az akkor itt élt Ružoje nevű kenézről, (vagy egy Ruža nevű nőről) nevezték el, aki valószínűleg a falu feje volt. Más feltételezés szerint mivel Ružević földje iszapos és agyagos volt, amelyen vadrózsák nőttek, ezért feltételezik, hogy a falu erről kapta a nevét. Az eredeti név Ružetić volt, amelyet később Ruževićre változtattak. A falu korát tekintve, a 200 évvel ezelőtti lakosok számát tekintve elmondható, hogy a falu viszonylag fiatal. Azonban a  kis lakosszámot az első világháborús kolerajárvány és a második világháborús tífuszjárvány okozta, amelyek sok emberéletet követeltek.
A település 1878-ig tartozott az Oszmán Birodalomhoz, ekkor a berlini kongresszus határozata alapján az Osztrák-Magyar Monarchia része lett. 1879-ben az első osztrák-magyar népszámlálás során a Tešanji járáshoz és Ranković községhez tartozó Ružević településnek 52 háztartása, 276 muszlim, 157 ortodox és 10 római katolikus lakosa volt. 1910-ben a Tešanji járáshoz tartozó Ružević településen 92 háztartást, 436 muszlim, 223 ortodox és 8 római katolikus lakost találtak. A monarchia szétesésével 1918-ban előbb a Szerb-Horvát-Szlovén Királyság, majd 1929-től a Jugoszláv Királyság része lett. 1921-ben a Tešanji járáshoz tartozó Ružević községnek 675 lakosa volt, közülük 445 muszlim, 206 ortodox szerb, 19 izraelita és 5 római katolikus volt. Az 1929-es törvény értelmében, amikor Bosznia-Hercegovinát négy banovinára, Drinskára, Vrbaskára, Zetskára és Primorskára osztották, a település a Vrbaska banovina része lett, amelynek székhelye Banja Luka volt. 
Jugoszlávia megszállása után a Független Horvát Állam (NDH) része lett. A második világháború után 1992-ig a település a szocialista Jugoszlávia keretében a Bosznia-Hercegovinai Népköztársaság része volt. A boszniai háborút lezáró daytoni békeszerződés rendelkezése alapján az ország területét felosztották a Bosznia-hercegovinai Föderáció és a boszniai Szerb Köztársaság között. A háború utáni területmegosztáskor a Szerb Köztársaság területéhez és Teslić községhez csatolták.

## Oktatás
A település egy alsó tagozatos általános iskolával, a teslići "Vuk Karadžić" Általános Iskola regionális tagozatával rendelkezik.

## Fordítás
- Ez a szócikk részben vagy egészben  a   Donji Ružević című szerbhorvát Wikipédia-szócikk ezen változatának fordításán alapul.  Az eredeti cikk szerkesztőit annak laptörténete sorolja fel. Ez a jelzés csupán a megfogalmazás eredetét és a szerzői jogokat jelzi, nem szolgál a cikkben szereplő információk forrásmegjelöléseként.